# Foxoring

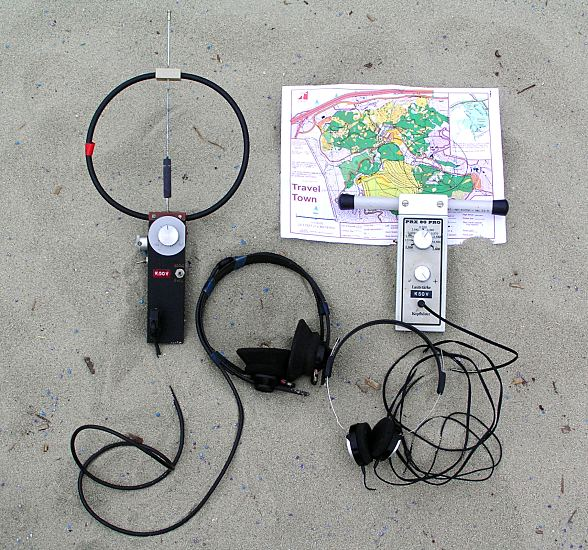
80-m-Peilempfänger

Foxoring ist eine Kombination aus Amateurfunkpeilen (ARDF) und Orientierungslauf.
Das Wort „foxoring“ setzt sich zusammen aus foxhunt und orienteering.
In einer Geländekarte (am besten einer Orientierungslaufkarte) sind Kreise eingezeichnet, in denen jeweils ein Minisender zu hören ist, der angelaufen werden muss. Dabei muss sich der Sender weder in der Mitte des Kreises noch im Kreis selbst befinden, er muss aber im gesamten Gebiet des Kreises hörbar sein.
Als Sender kommen Kleinstsender zum Einsatz, die alle ständig auf der gleichen Frequenz senden.
Ihre Reichweite beträgt im Allgemeinen rund 50 bis 200 m. Je nach Art des Senders, des Aufstellortes sowie der Tageszeit, kann die tatsächliche Reichweite davon abweichen. Bei der Auslegung der Sender ist daher auf Überlappungen zu achten. Im Gegensatz zu einer klassischen Peilveranstaltung mit fünf Sendern gibt es beim Foxoring für die Senderanzahl keine Vorgaben, teilweise werden mehr als 20 Sender verwendet.
Obwohl Foxoring sowohl auf dem 80-Meter-Band wie auch auf dem 2-Meter-Band betrieben werden kann, gibt es zumeist nur 80-m-Foxorings. Gründe hierfür sind die geringe Verbreitung von 2-m-Foxoring-Sendern sowie die Tatsache, dass beim Foxoring nicht die Peiltechnik im Vordergrund steht, sondern die Orientierung im Gelände.
Wie beim klassischen Amateurfunkpeilen werden zum Nachweis, einen Sender gefunden zu haben, Prägezange und Kontrollkarten oder elektronische Postenkontrollsysteme eingesetzt.
Seit 2012 sind Foxoringwettbewerbe Bestandteil von ARDF-Weltmeisterschaften sowie IARU-Region 1- und -Region 2-Meisterschaften. Dabei werden maximal zehn Sender eingesetzt.